# Steatoda erigoniformis
Steatoda erigoniformis là một loài nhện trong họ Theridiidae.
Loài này thuộc chi Steatoda. Steatoda erigoniformis được Octavius Pickard-Cambridge miêu tả năm 1872.

## Hình ảnh

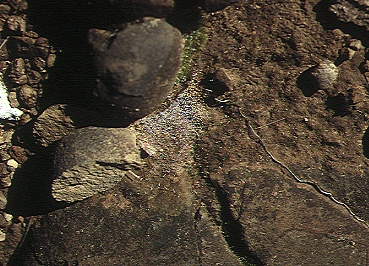